# Arthur Foss
Pour les articles homonymes, voir Foss.
L’Arthur Foss, bâti en 1889, est l'un des plus anciens remorqueurs à coque en bois encore à flot aux États-Unis. En 1898, en pleine ruée vers l'or en Alaska, il transporta de nombreux chargements d'or. Il n'existe plus de bateaux encore opérationnel datant de la ruée vers l'or à ce jour. Il fut acheté en 1933 par les studios de la Metro-Goldwyn-Mayer pour le film Tugboat Annie. Durant la Seconde Guerre mondiale, l’Arthur Foss fit route vers le Sud afin de participer à l'effort de guerre sous le nom USS Dohasan (YTB-335).
Inscrit au National Historic Landmark depuis 1989 et amarré à Seattle à South Lake Union, le remorqueur est aujourd'hui ouvert au public et fait office de musée.